# Кировская правда
«Кировская правда» — еженедельная общественно-политическая газета, старейшая из ныне существующих в Кировской области. Одна из четырёх областных государственных газет региона.
Издаётся в городе Кирове с 21 декабря 1917 года. Выходит каждый вторник, пятницу (в формате А2) и пятницу (в формате А3).
Выпускается КОГАУ "Вятский издательский дом".

## История
Газета была основана 21 декабря 1917 года, носила название "Вятская правда". В первом номере газеты были помещены воззвание к рабочим и крестьянам о мире, материалы о создании Красной гвардии, о рабочем контроле на предприятиях. Первым редактором газеты был Н. Я. Шубин, на котором первое время лежали обязанности и корректора, и метранпажа.
В 1922 году «Вятская правда» стала распространяться по подписке. На 1 января 1923 года число жителей губернии, подписавшихся на газету, составляло 7 тысяч человек.
8 декабря 1934 года, после переименования Вятки в Киров газета получила новое название — "Кировская правда".
В Великую Отечественную войну на фронт ушли почти все сотрудники газеты — мужчины. Многие в редакцию уже не вернулись. В боях под Москвой погиб ответственный секретарь «Кировской правды» Н. А. Хлебников. На фронтах погибли журналисты М. В. Левин, А. Ф. Рябов, В. Л. Русаков, Н. М. Кривошеин, М. П. Помялов, И. С. Шалаев
В 1967 году в связи с 50-летием газета была удостоена ордена Трудового Красного Знамени.

## Известные сотрудники
- Дорофеев Анатолий Васильевич (1920—2000) — Герой Российской Федерации, в 1939 году — ученик стереотипера в издательстве и типографии «Кировская правда».[6]
- Лиханов Альберт Анатольевич (1935) — писатель. Работал в газете литературным сотрудником в конце 1950-х — начале 1960-х.
- Любовиков Овидий Михайлович (1924—1995) — поэт-фронтовик, автор стихов, высеченных на обелиске у Вечного огня в городе Кирове[значимость факта?]. После Великой Отечественной войны работал заместителем главного редактора «Кировской правды»[7].
- Ситников Владимир Арсентьевич (1930) — писатель. Работал журналистом газеты с 1961 по 1975 год.
- Смолин Юрий Михайлович (1937) — журналист, заведующий отделом. Работал в газете в течение 46 лет[8].
- Фридман Феликс Семенович — журналист. В 1960—1990 годы в «Кировской правде» заведовал отделами информации, культуры, партийно-воспитательной и идеологической работы.
- Шишкин Леонид Александрович (1910—1965) — фотокорреспондент газеты, автор многих известных снимков Вятки-Кирова 1930-х, 1940-х и 1950-х годов. В «Вятскую правду» был принят в 1930 году[9]. В городе Кирове на доме, где жил фотограф (ул. Воровского, д. 46) установлена мемориальная доска: «В этом доме с 1961—1965 гг. жил Шишкин Леонид Александрович — первый фотокорреспондент газеты „Кировская правда“, создатель фотолетописи о боевых и трудовых подвигах кировчан»[10].
- Шишкин Юрий Александрович (1925—2001) — фотокорреспондент газеты. В «Кировской правде» работал с 1965 года (сменил своего брата Леонида Шишкина) до конца своих дней.

## Темы
- Политика
- Экономика
- Общество
- Культура
- Спорт
- Советы потребителю
- Образование
- Семья, детство
- Глубинка
- Закон и порядок
- Здоровье